# 292051 Bohlender
292051 Bohlender este un asteroid din centura principală de asteroizi.

## Descriere
292051 Bohlender este un asteroid din centura principală de asteroizi. A fost descoperit pe 14 septembrie 2006 la Mauna Kea de David D. Balam. Asteroidul prezintă o orbită caracterizată de o semiaxă mare de 2,98 ua, o excentricitate de 0,14 și o înclinație de 11,9° în raport cu ecliptica.